# Каштановий Дім
Каштановий Дім — міжнародний фестиваль, що проводиться в Києві з 2005 року, в рамках якого відбуваються поетичні читання, кінопокази, конкурс молодіжної поезії пам'яті Леонида Кисельова, а також церемонія нагородження Премії імені Арсенія та Андрія Тарковських. Заснований поетом Андрієм Грязовим.

## Про фестиваль
Поети-початківці України, Росії та інших країн щорічно з'їздяться до Києва, де найкращих із них нагороджують медалями й дипломами конкурсу молодіжної поезії. Метри діляться з молоддю власним досвідом і демонструють виплоди своєї праці. Разом із літературними імпрезами проводяться вокальні й музичні конкурси, а також показ кінострічок, на яких режисерам вручається в якості нагороди грошова премія й ексклюзивний кубок.
У різні роки фестиваль відвідали Марина Арсеніївна Тарковська (донька поета Арсенія Тарковського й сестра режисера Андрія Тарковського), режисер і сценарист Олександр Ґордон (друг Андрія Тарковського й чоловік Марини Арсеніївної), акторка Марґарита Терехова, В'ячеслав Амірханян, Людмила Мальцева, Юрій Назаров, Євген Цимбал, Вадим Скуратівський, Альбіна Афонина, режисерка Марина Гришай, Алла Потапова, Марина Туманова, Наталя Лайдинен, Валерій Дружбинський, Сергій Кисельов та инші. На фестивалі виступали Белла Ахмадуліна, Ада Роговцева (читала свої вірші), Борис Барський, Сергій Жадан, Олег Лапоногов і гурт «Табула Раса», Ігор Павлюк, Олександр Кабанов, Роман Скиба, Сергій Джигурда, Дмитро Бураго, Олексій Зарахович, Сола Монова та інші.
Незмінними учасниками фестивалів були: Володимир Гутковський, Василь Дробот, Дмитро Лазуткін, Вячеслав Рассипаєв, Олександр Воловик, Михайло Красіков, Людмила Буратинська, Тетяна Чеброва, Сніжана Малишева, Марія Луценко, Юрій Садовський, Станислав Бондаренко, Наталя Акуленко, Валерій Сазонов, Олена Зимовець, Андрій Костюченко, Олена Кисловська, Олена Черненко, Лариса Юхименко, Катерина Біляєва, Мар'яна Степанова, Ігор Піляєв, Оксана Стоміна, Олександр Лисенко, Варел Лозовий, Мар'яна Луна, Вікторія Любименко, Ольга Самолевська, Ірина Карпинос, Юлія Богданова, Леонід Борозєнцев, Олена Лазарєва, Людмила Смоляр, Тетяна Березняк, Наталя Савіна, Олена Морозова, Тетяна Аінова, Катерина Івчук, Валерій Войцеховський, Олександр Рєзнік, Людмила Некрасовська та ін.
Видається однойменний літературний альманах «Каштановий Дім», часопис "Лімузин", газети, поетичні збірки та книги. Так друга (перша в Україні і остання за життя автора) книга віршів Ігоря Царьова, — збірка «Соль мажор», — вийшла 2011 року саме в серії Каштанового Дому. Того самого року був започаткований літературний фестиваль Поетична Ліга. Проте він відбувся лише тричі — 2011-го, 2012-го та 2013-го років.
Фільмувалися короткометражні стрічки, відеопоетичні ролики тощо. Вірші членів ЛІТО «Каштановий Дім» були використані у фільмі Марини Гришай «Хребці». За оповіданням Андрія Грязова «Добре кохання» Софія Фрунзе зняла однойменний фільм, який став призером низки кінофестивалів.
Були створені театр «ПоеТ», гастрольні гурти, поетична соцмережа, літературна студія, сайт kashdom.com.. У Сімферополі відбувався регіональний фестиваль «Каштановий Дім. Кримський формат».

## Історія

### 2006 рік
2006 року на форумі було відзначено, що книги, які видаються, не окупають себе, погано продаються, виходять невеликими накладами і приступні вузькому колу читачів. А опублікований на одному із сайтів вірш можуть прочитати 500—1000 читачів за день.

### 2007 рік
У фестивалі взяли участь близько сотні учасників з різних регіонів України.
На річницю Арсенія та Андрія Тарковських, оргкомітет фестивалю й почесні гості — авторка книги «Уламки дзеркала», володарка премії «Антибукер» Марина Арсеніївна Тарковська й відома акторка Маргарита Терехова, виконувачка головної ролі у фільмі Андрія Тарковського «Дзеркало», ухвалили рішення заснувати премію імени Арсенія та Андрія Тарковських у галузі поезії і кінематографу.

### 2009 рік
2009 року у фестивалі взяли участь понад 150 поетів з України та Росії. Виступи відбувалися на різних майданчиках — у Спілці Письменників України, Будинку вчених,, Київському планетарії, Будинку Актора (колишня Кенаса) та в Гідропарку.
Програма фестивалю була насичена різноманітними за поетичним складом і характером імпрезами. Відкрили фестиваль секретар Спілки Письменників України Анатолій Крим і керівник «Російських Зборів» Алла Потапова. В урочистій обстановці вони вручили Андрію Грязову премію імени Ніколая Ушакова.
Відбулися презентації антологій «Земляки» (Москва), «Пісні Південної Руси» (Дружківка), часопису «Радуґа», видавництв «Арт Хаус Медіа» та «Російський Гуллівер», вечір київської літературної студії «Каштановий Дім».
Вечори поезії тоді привабили більше слухачів, через перехід від чисто літературного формату до естрадного. Так, на літературному вечорі «Поетичний міст «Київ-Москва» виступив актор театру та кіна Сергій Джигурда, суботнього вечору 3 жовтня відбувся виступ народного артиста України Бориса Барського, а в день закриття фестивалю на березі Дніпра глядачі побачили справжній лицарський двобій у виконанні кінно-трюкового театру «Скіф».
У рамцях фестивалю традиційно пройшло нагородження міжнародної премії імені Арсенія та Андрія Тарковських. Лавреати премії 2009 року: Світлана Кекова, Іван Жданов — у номинації «Поезія», Альбіна Афоніна — у номінації «Кінематограф» за фільм «Три уламки дзеркала». Відбувся показ фільмів лавреатів, а також позаконкурсних стрічок Олександра Столярова «Друге народження» й Сергія Бреля «Діялоги на тлі прірви». 2009 року лавреати, крім грошової премії та диплому, були нагороджені також ексклюзивним кубком, виконаним у вигляді профілів Арсенія та Андрія Тарковських, що дивляться один на одного. Третього жовтня пройшло підбивання підсумків конкурсу молодіжної поезії пам'яти Леоніда Кисельова «Початкова пора». Лавреатами стали Ксенія Солодухіна (Євпаторія, номінація «Гості з майбутнього») та Євгенія Бутенко (Дружківка, номінація «Крила Ганімеда»).
Завершення фестивалю відбулося на березі Дніпра, де кожний охочий міг почитати свої твори.

### 2010 рік
2010 року міжнародній фестиваль поезії «Каштановий Дім» представив вечір Івана Жданова. Вечір проводив оглядач розділу «Книжкова варта» часопису «ШО» Юрій Володарський.

### 2011 рік
У Київському Будинку Кіно в рамках фестивалю виступили не лише учасники літературної студії, а й учасники братського міжнародного фестивалю – «Слов'янські Традиції» (Крим-Прага-Москва, організаторка — Ірина Силецька).

### 2012 рік
22 вересня у програмі фестивалю відбулася презентація літературної студії «Письменник в Інтернет-просторі» (Київ, керівник Наталя Вареник). Другий рік поспіль у Київському Будинку Кіно разом з учасниками фестивалю виступили резиденти «Слов'янських Традицій».
У Блакитній вітальні Дома Кіна звучали виступи суддів «Слов'янських Традицій» Володимира Гутковського й Наталі Вареник, переможиці «Слов'янських Традицій», ушанованого знаком «Письменницьке Братерство» Анатолія Лємиша, учасників фестивалю Анжели Константінової і Тамари Бєрлін.
Головний режисер київського театру КХАТ, акторка й поетка Катарина Синчилло розповіла про нові театральні прем'єри та прочитала нові вірші, а поети Наталя Бельченко й Володимир Ільїн поділилися із слухачами враженнями про головну літературну подію цієї осені - Львівский книжковий форум і показали свої нові книги й публікації, Юлія Бережко-Камінська представила новий часопис «Пульсар», редакторкою якого вона стала торішнього літа.
Тетяна Гур'єва стала переможницею міжнародного літературного конкурсу фонда «Інше життя»; поетка Олена Шелкова, випустивши дебютну поетичну збірку «Чайники», виступила у виставі “Андреленовий еліксир” київського театру “ПоеТ”.
Член редколегії журналу «Радуґа», письменник-мандрівник Сергій Черепанов розповів про свої подорожі, а поетка Марія Народицька – про музичні перемоги. Керівник студії Наталя Вареник розповіла про участь у міжнародному фестивалі «Слов'янські Традиції»-2012.
Опріч названих митців гостями «Каштанового Дому» стали члени вінницького ЛІТО “Лірики Т” на чолі з Леонідом Борозєнцевим (вони ж були широко представлені на фестивалі «Слов'янські Традиції»). Засвітились у програмі «Каштанового Дому» і представники журналу «Південне сяйво» (керівник проєкту Станіслав Айдінян – член жюрі «Слов'янських Традицій»), а також член Оргкомітету «Слов'янських Традицій» Олександр Корж.

### 2013 рік
6 вересня 2013 року у Будинку Актора в рамках Міжнародного фестивалю «Каштановий Дім» відбувся конкурс «Парнаські ігри» – змагання молодіжних команд у поетичній й акторській майстерності. Звання найкращої команди виборювали представники низки міст України.
Всього участь у конкурсі взяли 13 команд: дует Людмили Смоляр та Олександра Ткачинського; дует Вікторії Ткаченко й Дмитра Барзиловича; «ДІЯ Сонця» (Яніна Сонця та Дмитрий Кокошинский); тріо Діани Сушко, Ірини Міхно та Юлії Холод; «ПлоХОро.шо» (Ганна Плешивцева й Греся Гурська); «Команда 13» (Антоніна Слюсаренко й Катерина Коваленко); «Мама» (Загуменний Дмитрий, Котенок Таня, Загуменна Катерина, Дрига Вікторія й Лавриненко Діана); «Флоричка» (Щемененко Анастасія, Сковородкіна Кристина, Вакуленко Ліза й Конькова Галя); «Запалюй» (команда з однієї людини - Захарченко Вікторії); «Полька Кантрі» (Яценко Анастасія, Андрійченко Катерина, Максімова Валя, Волинчук Ліза та Пастушенко Уляна); «Узурпований менталітет» (Жанна Супруненко та Іван Громадський); «Дельфи» (Марія Комарова, Ліва Баркар, Дарія Каштанова й Вікторія Стащук); «Розбита сторінка» (Ольга Козенко, Софія Фрунзе і Марія Компанець).

### 2014-2017 роки
У даний період фестиваль не проводився.

### 2018 рік
В рамках фестивалю 2–7 жовтня відбулися поетичні читання, кінопокази, конкурс молодіжної поезії пам'яті Леоніда Кисельова, а також презентація літературного альманаху.
Відкриття фестивалю відбулося в Будинку Актора, де київський поетичний театр «Поет» представляв нових учасників. У поетичних читаннях взяли участь поети Києва і гості столиці: Ірина Іванченко, Володимир Гутковський, Галина Хаблак, Олена Зимовець, Юрій Садовський, Олег Рубанський, Людмила Буратинська, Денис Голубницький, Діана Сушко, Паша Броський, Ігор Піляєв, Варел Лозовий, Василь Дробот, Катерина Бєляєва, В'ячеслав Рассипаєв, Олена Лазарєва, Ірина Шахрай, Анатолій Лемиш, Ірина Карпинос, Олександр Воловик, Андрій Костюченко, Таміла Синєєва, Андрій Пермяков та ін.
Ще однією локацією фестивалю став креативний простір Creative Women Space. Свої поетичні твори представляли Ірина Іванченко, Володимир Гутковський, Олександр Кабанов, Діана Сушко, Галина Хаблак, Володимир Пучков, Дмитро Бураго, Микола Румянцев, Олександр Воловик, Марія Луценко, Олексій Зарахович. Організатор фестивалю Андрій Грязов презентував програму Muse «Шизофренія і поезія» за мотивами книги Чезаре Ломброзо «Геніальність і божевілля». Відбувся кінопоказ фільму Софії Фрунзе та Віталія Лисака «Добра любов», прем'єра фільму Марини Гришай «Puzzle», показ музичного відео «Сальвія» гурту Folknery та фільмів «Сомнамбули», «Хребці», а також ретроспектива фільмів премії Арсенія та Андрія Тарковських та зустріч з авторами. Глядачі побачили кінострічки: "Ізольда" (реж. Катерина Кучер), "Попіл падає на черевик" (реж. Дмитро Забарило), "Отроцтво" (реж. Дмитро Сухолиткий-Собчук), "Пиріг" (реж. Юрій Ковальов), "Перешкода" (реж. Максим Буйницький), "Без кінця" (реж. Катерина Чепік), "Візит" (реж. Роман Синчук), "Кінець гри" (реж. Валерія Коваленко), "Корпорація маріонетки" (реж. Ірина Деменюк), "Очерет" (реж. Руслан Батицький), "Місяць у зеніті" (реж. Дмитро Томашпольський), "Свояки" (реж. Сергій Сілява), "Кукурікали півні на рушниках" (реж. Василь Білик), "Всередині" (реж. Олена Потьомкіна), "Мене вбили сьогодні на кухні" (реж. Максим Лебідь), "Карпатський реп" (реж. Сашко Даниленко). Модерували імпрезу Оксана та Марина Артеменко.
6 жовтня відбувся вечір пам'яті Катерини Квітницької та нагородження премією імені Катерини Квітницької. Вручення премії пам'яті Леоніда Кисельова та виступи лавреатів минулих років (Марії Китаєвої, Олександри Шаліної, Оксани Узлової, Сергія Потьомкіна) та лавреатів 2018 року (Анастасії Дячук, Марії Чернишової, Ольги Стасюк, Марини Бєлявцевої, Микити Рижих, Катерини Ейхман, Ефросінії Капустіної, Галини Золотухіної, Марії Панової, Івана Бережного, Мирослави Сахвон, Ірини Панасюк, Софії Вахніної, Анастасії Денисенко, Олександри Кусковець).
Завершення фестивалю відбулося на Білій Терасі Creative Women Space, де був презентований альманах «Каштановий дім» з його авторами: Іриною Іванченко, Ольгою Брагіною, Маріє Луценко, Маргаритою Москвічовою, Андрієм Поляковим, Оленою Черненко, Діаною Сушко, Єлизаветою Радванською, Юлією Холод, Ігорем Касьяненком, Оксаною Узловою та ін.

### 2019 рік
На церемонії відкриття поетка Єлена Дорофієвська прочитала вірш Оксани Боровець «Трамвайні коні» (рос. «Трамвайные кони»):
|  | Трамвайні конячки танцюють останній кан-кан — Оплакати рейки, битку розгуляти підкову, — Не вдієш: запізно, живого заліза ріка Жене до депа. Давньо так, майже льодовиково. Трамвайні конячки заржуть у пожовклій траві Узбіччя зарослого. Схлипне їм приспаний коник. Сухий водопій: не мигтять очі фар неживі Й червоний табун б'є копитами вічність до скону. Оригінальний текст (рос.) Трамвайные кони танцуют последний кан-кан, Им плакать на рельсах, стучаться три раза подковой, – Увы, слишком поздно, живого железа река Уносит в депо. Допотопно, почти ледниково, Трамвайные кони заржут над пожухлой травой Заросшей обочины. Всхлипнет уснувший кузнечик. И красных коней поведут на сухой водопой, И кони уйдут, разбивая копытами вечность. |

Відтак на фестивалі виступили поети Андрій Грязов, Дмитро Лазуткін, Олексій Зарахович, Олександр Мельник, Міла Машнова, Ганна Щербак, Віталій Наришкін, Євгенія Більченко, Влад Лоза, Таріел Цхварадзе, Олександр Мельник, Сніжана Малишева, Олег Озарянин, Юлія Бережко-Камінська, Олена Шелкова, Діана Скляревська та інші. Окрім поетичних декламацій лунали пісні у виконанні юної Жозефіни Сарнавської.

### 2020 рік
30 жовтня 2020 року відбувся ювілейний XV-й фестиваль "Каштановий Дім". Зі сцени Будинку Актора, де традиційно відбувався перший день фестивалю, виступив засновник фестивалю Андрій Грязов, а також поети Дмитро Бураго, Олексій Зарахович, Дмитро Лазуткін, Наталія Бельченко, Олена Шелкова, Сніжана Малишева, Варел Лозовий, Єлена Дорофієвська та інші.
До фестивалю був опублікований 15-й випуск щорічного літературного альманаху "Каштановий дім".